# Foldfjorden
Le fjord Foldfjorden s'enfonce dans l'île Ertvågsøya, qui se trouve dans la commune Aure, sur la côte ouest de la Norvège, pas loin de l'ancienne capital Trondheim. À deux endroits le Foldfjorden est assez étroit pour former des maelstrom. Le courant le plus fort, qui se trouve à l'embouchure du fjord, peut à peine être navigué par une barque équipé avec un petit moteur hors-bord. L'autre courant est beaucoup plus faible et peut être navigué à la rame. La longueur du Foldfjorden est d'environ 7 km et sa profondeur maximale d'environ 100 m.

## Hydrologie
Les deux détroits étroits limitent le remplacement des masses d'eau ce qui signifie que l'eau du Foldfjorden est moins salée que dans l'Atlantique, ce qui affecte largement les poissons et les algues. Cela s'applique particulièrement à la partie intérieure du fjord, où ne poussent pratiquement pas d'algues. La morue du Foldfjorden est souvent maigre, tandis que la lieu jaune et la lieu noir sont souvent de bonne qualité. La faible teneur en sel signifie également que la partie intérieure gèle de temps en temps, surtout s'il fait froid juste après un fort débit d'eau dans les rivières[réf. souhaitée].